# Hævnen (film fra 1922)
 For alternative betydninger, se Hævnen. (Se også artikler, som begynder med Hævnen)
Hævnen er en amerikansk stumfilm fra 1922 af Robert Thornby.

## Medvirkende
- Lon Chaney som Gaspard
- Alan Hale som Benson
- Dagmar Godowsky som Thalie
- Stanley Goethals
- Irene Rich
- Dick Sutherland